# Julia Marty
Julia Kathrin Marty (* 16. April 1988 in Rothenthurm SZ) ist eine  Schweizer Eishockeynationalspielerin, die seit August 2021 für den EV Bomo Thun in der Swiss Women’s Hockey League A spielt. Darüber hinaus hat sie an zehn Weltmeisterschaften und zwei Olympischen Spielen teilgenommen und dabei insgesamt zwei Bronzemedaillen gewonnen. Ihre Zwillingsschwester Stefanie ist ebenfalls Eishockeyspielerin.

## Karriere
Julia Marty begann zusammen mit ihrer Zwillingsschwester Stefanie im Alter von acht Jahren mit dem Eishockeysport beim EHC Wettingen-Baden und spielten dort sowohl für (männliche) Juniorenmannschaften, als auch für die Frauenmannschaft, die Mighty Beavers, in der Leistungsklasse C. 2002 wechselten sie zum DHC Langenthal, für den die beiden in der Leistungsklasse A (LKA) ihr Debüt gaben.
Zwischen 2003 und 2007 spielten die Marty-Zwillinge beim EV Zug, mit dem sie je zweimal Schweizer Meister (2004, 2005) und Vizemeister (2006, 2007) wurden. Dabei entwickelten sie sich zu Führungsspielerinnen ihres Teams und debütierten schon im Alter von 15 Jahren in der Nationalmannschaft. Zusammen mit ihrer Schwester nahm sie an den Olympischen Winterspielen 2006 in Turin teil.
2007 erhielten die Schwestern Angebote für Sportstipendien mehrerer US-Hochschulen und nahmen letztlich das Angebot der University of New Hampshire, dem mehrfachen Hockey-East-Meister, an. Während ihre Schwester Julia ein Wirtschaftsstudium begann, studierte Julia Behavioral Neuroscience, eine Mischung von Chemie, Biologie und Psychologie. Bei der Weltmeisterschaft 2008 erreichten die Schweizerinnen das Spiel um die Bronzemedaille. Das Spiel ging verloren, doch das Schweizer Team erreichte mit dem vierten Platz die beste Platzierung in seiner Geschichte. Im gleichen Jahr wechselte Julia Marty die Universität und studierte fortan an der Northeastern University, parallel spielte sie weiter Eishockey für das Collegeteam. 2011 beendete sie ihr Studium mit einem Bachelor in Behavioral Neuroscience.

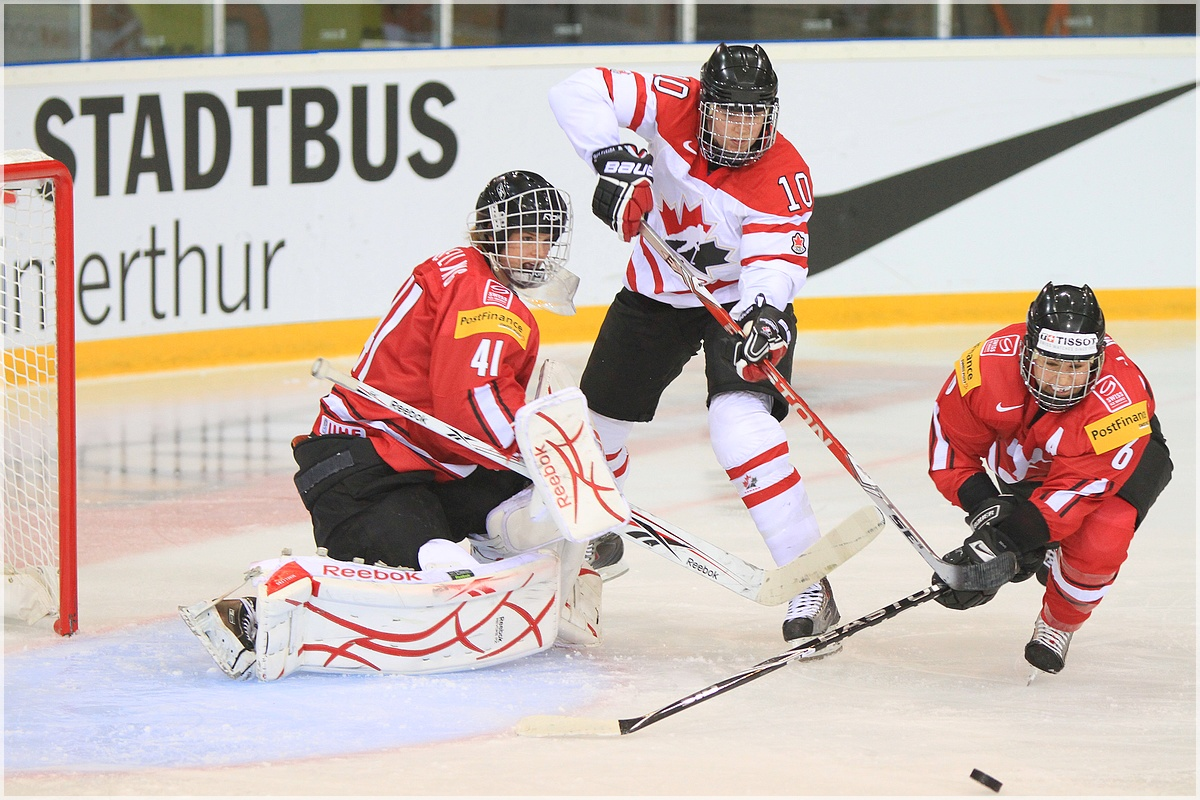
Florence Schelling (li.) und Julia Marty (re) bei der Weltmeisterschaft 2011

2010 nahm sie mit ihrer Schwester an den Olympischen Winterspielen in Vancouver teil. Nach ihrer Zeit im amerikanischen College-Eishockey kehrten die Marty-Zwillinge in die Schweiz zurück und spielten zwei Jahre lang für den SC Reinach in der LKA. Bei der Weltmeisterschaft 2012 gewann sie mit dem Nationalteam überraschend die Bronzemedaille. 2013 beendete sie ihren Master in Sportphysiologie an der ETH Zürich. Zusätzlich begann sie die Vorbereitung auf ihr Lehrdiplom für Sport.
Zur Saison 2013/14 suchten sie eine neue Herausforderung und wechselten zusammen zum Linköpings HC in die höchste schwedische Frauenliga, die Riksserien. Den Aufenthalt in Schweden finanzierten die Zwillinge mittels Crowdfunding. Dieser Wechsel diente zudem als optimale Vorbereitung auf die Olympischen Winterspiele 2014 in Sotschi, bei dem sie mit dem Nationalteam die Bronzemedaille gewannen. Nach diesem Erfolg kehrte Julia Marty in die Schweiz zurück und spielte wieder für den SC Reinach. Parallel studierte sie weiter an der ETH Zürich.
Nach zehn Weltmeisterschaften und drei Olympischen Spielen, je einer WM- und Olympia-Bronzemedaille sowie Meistertiteln in der Schweiz gaben die Marty-Zwillinge im August 2015 ihren Rücktritt von ihrer internationalen Eishockeykarriere bekannt. Während Julia Marty ihre Karriere zunächst beendete, spielte Stefanie zwei weitere Saison in der SWHL A für den HC Université Neuchâtel. 2016 kehrte auch Julia Marty aufs Eis zurück und spielte bis 2017 ebenfalls für Neuchâtel.
Anschließend wechselte sie zurück zum SC Reinach, bei dem ihre Schwester Stefanie 2019 Co-Trainerin wurde. Ab 2020 standen die Schwestern wieder gemeinsam bei SCR auf dem Eis, ehe sie 2021 innerhalb der SWHL A zum EV Bomo Thun wechselten.

## Erfolge und Auszeichnungen

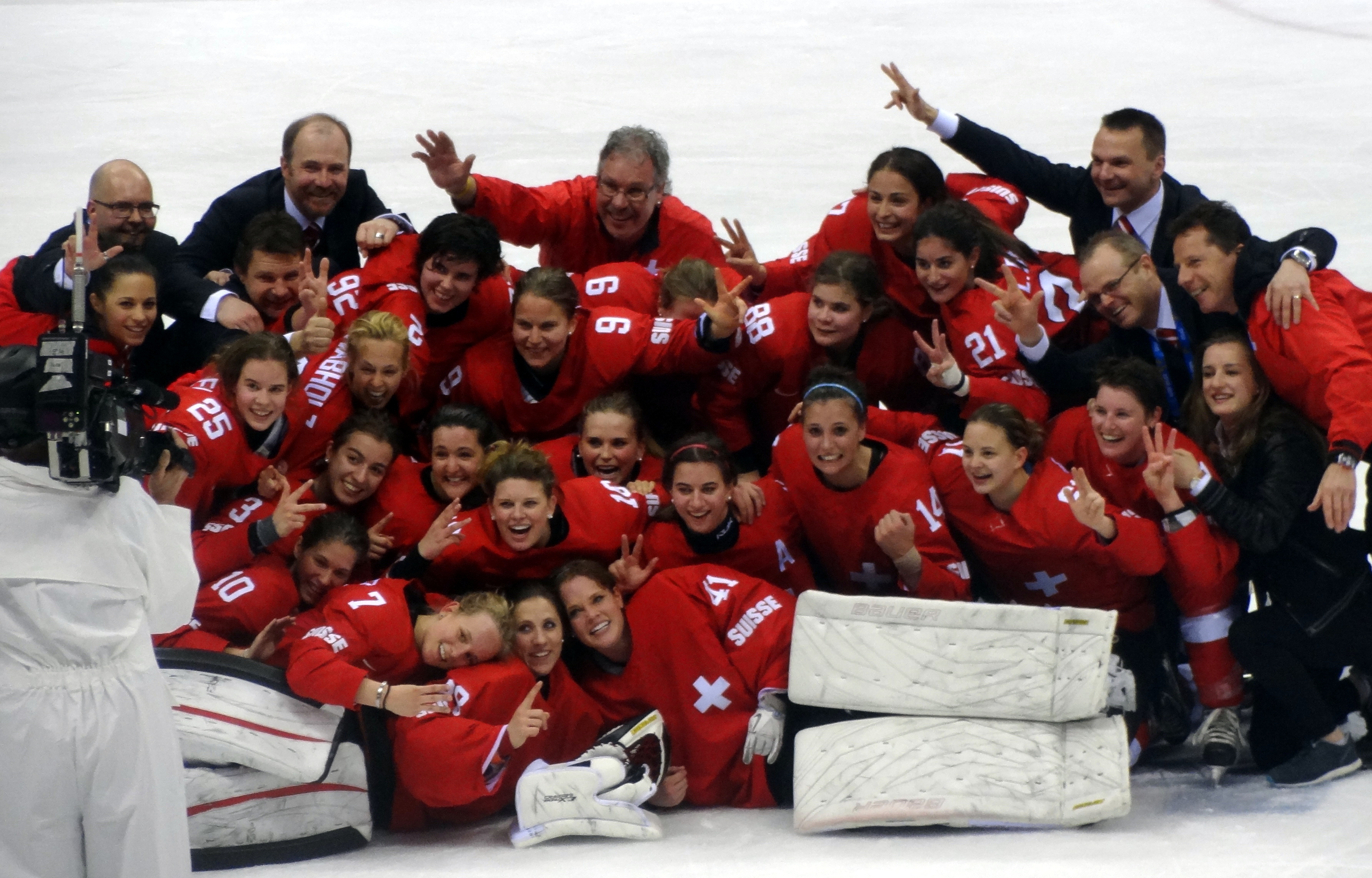
Gewinn der Bronzemedaille bei den Olympischen Winterspielen 2014

- 2004 Schweizer Meister mit dem EV Zug
- 2005 Schweizer Meister mit dem EV Zug
- 2005 Aufstieg in Top-Division bei der Weltmeisterschaft der Division I
- 2006 Schweizer Vizemeister mit dem EV Zug
- 2007 Schweizer Vizemeister mit dem EV Zug
- 2012 Bronzemedaille bei der Weltmeisterschaft
- 2014 Bronzemedaille bei den Olympischen Winterspielen

## Karrierestatistik

### International
(Legende zur Spielerstatistik: Sp oder GP = absolvierte Spiele; T oder G = erzielte Tore; V oder A = erzielte Assists; Pkt oder Pts = erzielte Scorerpunkte; SM oder PIM = erhaltene Strafminuten; +/− = Plus/Minus-Bilanz; PP = erzielte Überzahltore; SH = erzielte Unterzahltore; GW = erzielte Siegtore; 1 Play-downs/Relegation; Kursiv: Statistik nicht vollständig)